# Administración General de Puertos
La Administración General de Puertos fue una Sociedad del Estado perteneciente al Gobierno de Argentina. Tuvo a su cargo el cumplimiento de las misiones de explotación y mantenimiento de la infraestructura de las áreas no concesionadas, como así también las funciones de Autoridad de Aplicación y ente de contralor del cumplimiento de las obligaciones contractuales de los concesionarios de las terminales portuarias privadas frente al Estado Nacional y las tareas de mantenimiento, dragado y balizamiento de los canales de acceso al Puerto Buenos Aires y del vaso portuario.

## Historia
En el año 1956 se dictó el decreto-ley 4263/56, que creó la Administración General de Puertos (AGP), con carácter de empresa del Estado, poniendo a su cargo la explotación y administración y mantenimiento de todos los puertos marítimos y fluviales del país, con excepción de los servicios de practicaje, amarre y funciones de seguridad que se atribuyeron a la Prefectura Nacional Marítima, quedando reservado a la Dirección Nacional de Aduanas, exclusivamente el ejercicio de las funciones fiscales. Los recursos de la A.G.P. resultaban de los provenientes de la explotación portuaria.
La AGPSE se transformó en Sociedad del Estado por el decreto 1456/87 y en el año 1992, por el decreto 817/92, se procedió a realizar tres acciones fundamentales; la desregulación, la descentralización y la privatización de las operaciones que a la fecha estaban a cargo de la AGPSE.
La descentralización administrativa con transferencia de los puertos a las respectivas provincias se desarrolló conforme a las previsiones de la Ley N.º 24.093.
El proceso de traspaso del Puerto Buenos Aires a la Ciudad de Buenos Aires quedó en suspenso a partir del año 2002, por un nuevo decreto del Poder Ejecutivo (19/2002) que le permitió conservar la administración del Puerto Buenos Aires, bajo el dominio del Estado Nacional.
Actualmente, la Administración General de Puertos Sociedad del Estado (AGPSE), es un organismo administrativo supervisado por la Subsecretaría de Puertos y Vías Navegables con dependencia funcional de la Secretaría de Gestión de Transporte del Ministerio de Transporte (Decreto 08/2016).

### Privatización del sistema portuario
Apenas asumir en 1989 medio de una fuerte crisis económica, el presidente Carlos Menem encaró un ambicioso plan de privatización en masa de empresas del Estado. La ley de Reforma del Estado, sancionada ese año, dispuso la concesión total o parcial de los puertos explotados por la Administración General de Puertos, así como su descentralización y provincialización.

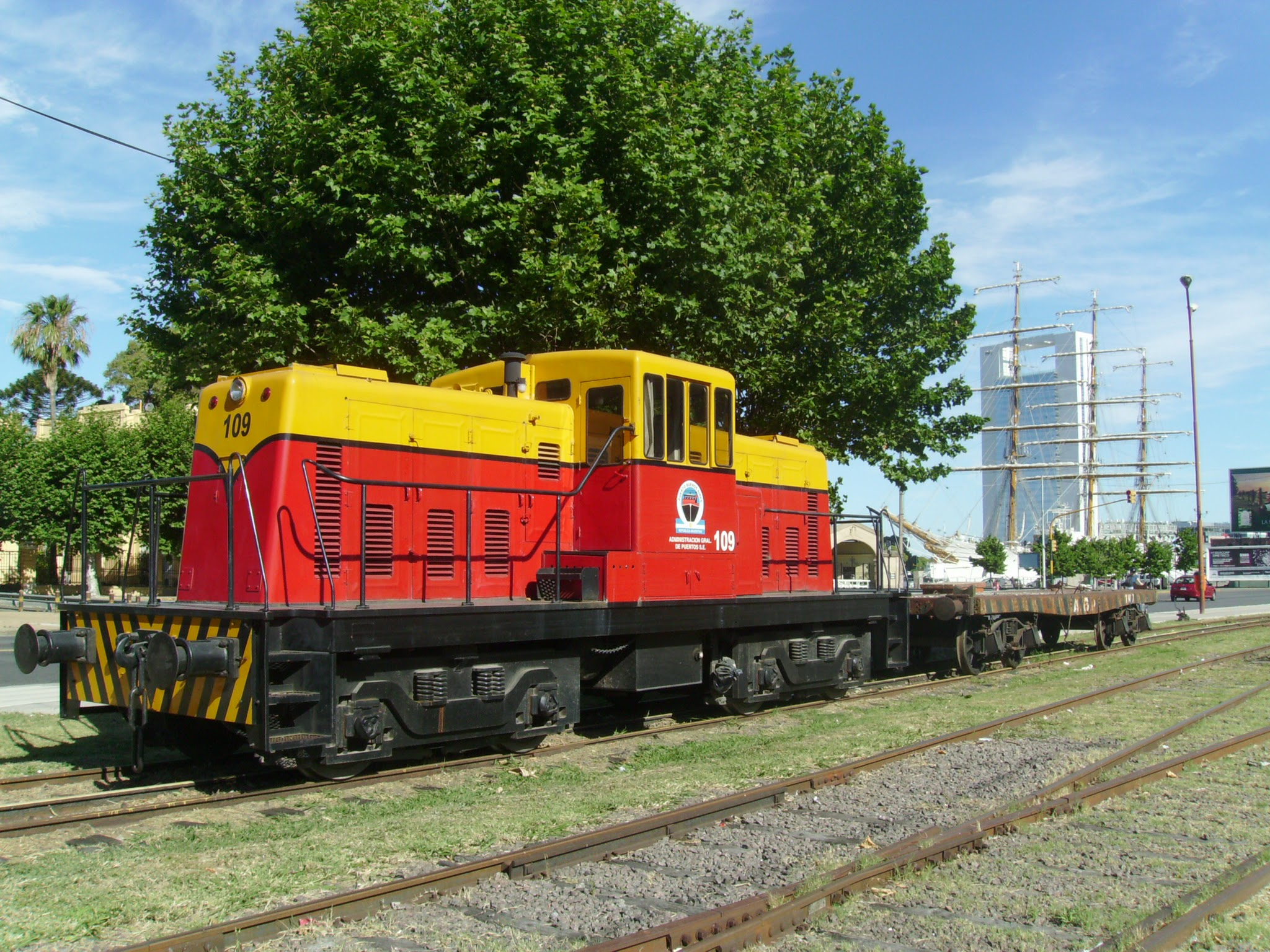
Locomotora General Electric al servicio de la Administración General de Puertos.

En 1992 se inició el proceso de concesionamiento y desregulación de las actividades de la AGP, al mismo tiempo que se dispuso la liquidación de la empresa. Ese año fue sancionada la ley de Actividades Portuarias, que consagró el principio de privatización de la operación de los puertos nacionales y la transferencia de su titularidad a los gobiernos provinciales o municipales. Sin embargo, el presidente Menem vetó la transferencia del Puerto de Buenos Aires a la Municipalidad de la Ciudad de Buenos Aires, siendo el único que se mantuvo en el ámbito nacional. La posesión del puerto había sido el principal desencadenante, más de un siglo atrás, de la federalización de la Ciudad de Buenos Aires.
La liquidación de la Administración General de Puertos no se hizo nunca efectiva, redefiniéndose su papel al actuar como contralor de los concesionarios privados en el Puerto de Buenos Aires y responsable no solo por las áreas no concesionadas sino también de los servicios generales de mantenimiento, dragado y balizamiento de los canales de acceso. Con ese criterio, un decreto del presidente Eduardo Duhalde dispuso en 2002 eliminar el aditamento "en liquidación" al nombre de la empresa, oficializando así su refuncionalización.
Finalmente, al crearse en 2013 la nueva operadora estatal ferroviaria de cargas Belgrano Cargas y Logística producto de la rescisión de varias concesiones a privados, se dispuso que la Administración General de Puertos formara parte de sus sociedades controlantes teniendo en cuenta "la importancia que tiene el transporte de cargas y su integración con los puertos y el comercio por vías navegables". La AGP controla el 25% del capital social de Belgrano Cargas y Logística.

### Disolución
El 6 de enero de 2025, la Agencia fue disuelta y reemplazada por la Agencia Nacional de Puertos y Navegación, durante la Presidencia de Javier Milei.

## Ubicación geográfica

### Delimitación y jurisdicción
El Puerto Buenos Aires fue dividido en tres grandes sectores:

#### Puerto Nuevo
El sector denominado Puerto Nuevo (Área costera desde la Avenida Córdoba hasta la calle Salguero) es el área concesionada a la operatoria portuaria y la atención de buques de ultramar y cabotaje. Comprende seis dársenas, 5 de Ultramar llamadas (de sur a norte): A, B, C, D y E, y una de cabotaje denominada F.
El área ocupada por las 5 terminales portuarias de carga general es de aproximadamente 92 has., 7.250 m de longitud de muelle, 23 sitios de atraque para buques con eslora superior a 300 m. y una profundidad a pie de muelle de 9.75 m.
La Terminal 6 se encuentra en proceso de licitación. La Terminal de Cruceros “Quinquela Martín”, se reinauguró en el año 2011, convirtiéndose en la más grande y moderna de Latinoamérica. En la presente temporada recibió a más de 500 mil pasajeros en 160 Navíos.

#### Dársena Norte
La zona de Dársena Norte se encuentra entre la Avenida Córdoba, Antártida Argentina y el Apostadero Naval de la Armada Argentina. Es sitio de atraque de los buques del ejército y posee sectores permisionados como Buquebus y Yacht Club Argentino.

#### Puerto Sur
El Sector de Puerto Sur está delimitado hacia el norte por la calle Brasil y hacia el sur por el Riachuelo, y comprende un Sector de 115 ha y 5000 m de muelle en las zonas de Madero Sur y Boca Barracas. Allí se encuentran radicadas empresas que desarrollan actividades compatibles con depósitos fiscales, prestación de servicios de almacenaje de mercaderías de importación - exportación, reparación navales, empresas de telecomunicaciones, plantas de residuos industriales especiales, el casino y numerosos emprendimientos gastronómicos.

## Estructura edilicia
El Puerto de Buenos Aires, está dividido físicamente en cuatro edificios:
1. La Casa Central, se encuentra ubicada en la calle Av. Ing. Huergo 431 de la Ciudad Autónoma de Buenos Aires, y allí es donde se concentra la mayoría del personal y las autoridades. También, El Grupo Comunidad Logística de Buenos Aires (COLOBA): tiene como objetivo estudiar, diseñar, desarrollar e implementar metodologías y sistemas apoyados bajo modelos de negocios electrónicos con tecnologías para un seguimiento físico de trámites, utilizando código de barras, EPC, radiofrecuencia, wifi, internet, mensajes y documentos electrónicos, firma digital, etc. Estas herramientas de colaboración sirven para los participantes de la Cadena Logística Portuaria, con el fin de optimizar el flujo de información involucrada en la cadena de suministro, cubriendo los servicios de la carga desde el buque hasta el destino final. El programa busca lograr un puerto eficiente, transparente y libre de papeles.
2. La Gerencia de Seguridad y Control Ambiental, es quién controla todos los accesos al Puerto, también funciona el Departamento Técnico dependiente de la Gerencia de Ingeniería, que realiza el mantenimiento del bacheo, carteles, etc. Dichas instalaciones están ubicadas en la calle Tomás Edison 2851 la zona de Puerto Nuevo, Dársena E.
3. Edificio zona Puerto Sur, ubicada en la calle Juan Lavaisse 1351, Ciudad Autónoma de Buenos Aires, tiene a su cargo la administración de la zona logística de Puerto Sur. En este edificio funciona la Gerencia de Ingeniería, que realiza el desarrollo y confección de los pliegos de construcción, mantenimiento y obras de infraestructura del Puerto Buenos Aires.
4. El Centro de Capacitación Portuaria (CENCAPOR) ubicado en la Av. de los Inmigrantes y Av. Rafael Castillo (ex Acceso Maipú de Puerto Nuevo) de la Ciudad Autónoma de Buenos Aires, es el encargado del dictado, programación y elaboración de gran parte del plan de capacitación de la organización.

En este mismo edificio se encuentran:
- La Gerencia de Control de Terminales: se encarga de todos los temas relacionados con las terminales portuarias y especialmente la Terminal de Cruceros de Pasajeros, “Benito Quinquela Martín”, ubicada en la Terminal 3 perteneciente a la empresa “Terminales Río de la Plata”.
- El Comité de Transferencia: fue quién llevó a cabo, durante el proceso de privatización, todas las tramitaciones de transferencias de los puertos de todo el país a sus respectivas provincias.
- El Servicio Médico: depende de la Subgerencia de Recursos Humanos, y se encarga de realizar el control médico de todos los empleados de la Organización.